# Ademir da Silva Santos Junior
Ademir da Silva Santos Junior (San Paolo, 16 febbraio 1995) è un calciatore brasiliano, attaccante del Bahia.

## Caratteristiche tecniche
È un'ala destra.

## Carriera
Il 28 maggio 2018 ha esordito in Série A disputando con l'América-MG l'incontro perso 3-1 contro il San Paolo.

## Palmarès

### Competizioni statali
- Campionato Mineiro: 1

Atlético Mineiro: 2022